# Posti Group
Posti Group (укр. Пості Груп) — національний оператор поштового зв'язку Фінляндії зі штаб-квартирою в Гельсінкі. Є компанією у формі публічного товариства з обмеженою відповідальністю, яке підпорядковане уряду Фінляндії. Член Всесвітнього поштового союзу.